# Eteone sculpta
Eteone sculpta är en ringmaskart som beskrevs av Ehlers 1897. Eteone sculpta ingår i släktet Eteone och familjen Phyllodocidae. Inga underarter finns listade i Catalogue of Life.